# Luctor Ponse
Luctor Ponse (Genève, 11 oktober 1914 – Amsterdam, 17 februari 1998) was een componist en pianist.
Hij was zoon van Louise Zoé Denis/Denès uit Frankrijk en Hans Reinier Ponse uit Nederlands-Indië, die in 1917 overleed. Tussen 1942 en 1956 was hij getrouwd met Elly Wilmer, scheidde in 1956 en hertrouwde in datzelfde jaar met Anna Marie Smalt.
Hij studeerde piano aan de conservatoria van achtereenvolgens Valenciennes (1926-1932) en Genève, waar hij er studerend vanaf 1933  in 1935 op 21-jarige leeftijd afstudeerde. Hij kreeg aanvullend les van Frank Martin en Emile Jacques Dalcroze. Bij zijn militaire keuring in 1937 werd hij als gediplomeerd pianist en componist gekeurd, maar ook direct afgekeurd.
Ponse vestigde zich in 1936 in Amsterdam. Hij introduceerde als concertpianist veel toen nog onbekende muziek in Nederland, onder meer van Béla Bartók met name diens Pianoconcert nr. 2. Als uitvoerend musicus soleerde Ponse vijftien keer bij het Concertgebouworkest in de periode 1945-1963) met een belangrijk aandeel voor Petite symphonie concertante van Martin.
Hij componeerde zelf ook. Hij, leerling van onder meer Henk Badings, maakte vanaf 1949 onder invloed van Max Deutsch met name ook gebruik van dodecafonetechnieken. Tussen 1960 en 1965 kreeg hij van de Nederlandse regering een beurs om zich geheel aan het componeren te wijden. In het laatste jaar maakte hij kennis met (de muziek van) Karlheinz Stockhausen, Pierre Boulez en Gottfried Michael Koenig. Wellicht onder hun invloed begon hij ook aan een reeks elektronische werken. Vanaf 1965 was hij een van de medewerkers van het Instituut voor Sonologie, destijds nog gevestigd te Utrecht. In 1965/1966 verkreeg hij de derde prijs vioolconcert van het Koningin Elisabeth Concours voor zijn werk Vioolconcert nr. 2; de eerste prijs was voor Georg Wilhelm Berger, de tweede voor Grazyna Bacewicz. .
Ponse werkte ook als leraar aan het Groninger Conservatorium, richtte daar een eigen geluidsstudio in en gaf les aan Jacob ter Veldhuis, het Rotterdams Conservatorium en Muzieklyceum Amsterdam. 
Op 83-jarige leeftijd overlijdt hij in Amsterdam.
Luctor Ponse had een beroemde oudtante: zoöloog Kitty Ponse.
- Bibliothèque nationale de France: cb148351099 (data)
- CiNii: DA1554130X
- Gemeinsame Normdatei: 102854262
- International Standard Name Identifier: 0000 0000 8416 9428
- Library of Congress Control Number: n86070773
- MusicBrainz: 9e4839fe-13a9-4eb6-b8ad-1d6a7fb934f7
- Nationale bibliotheek van Australië: 35944578
- Nationale Bibliotheek van Israël: 987007285243505171
- Nederlandse Thesaurus van Auteursnamen: 074646338
- Système universitaire de documentation: 252768523
- Trove: 1157392
- Virtual International Authority File: 122037935
- WorldCat: E39PBJdmmcWrFphkyKf3PBCRKd